# Болотишине
Болотишине — село в Україні, у Миколаївській селищній громаді Сумського району Сумської області. Населення становить 27 осіб. До 2016 орган місцевого самоврядування — Луциківська сільська рада.

## Географія
Село Болотишине розташоване на відстані 4 км від лівого берега річки Сула. За 1.5 км розташоване село Гутницьке.
Поруч пролягає автомобільний шлях Т 1918.

## Історія
- Село постраждало внаслідок геноциду українського народу, проведеного урядом СССР 1923—1933 та 1946–1947 роках[джерело?].
- До 2016 року село носило назву Радянське[1].
- 12 червня 2020 року, відповідно до розпорядження Кабінету Міністрів України № 723-р «Про визначення адміністративних центрів та затвердження територій територіальних громад Сумської області», село увійшло до складу Миколаївської селищної громади[2].
- 19 липня 2020 року, в результаті адміністративно-територіальної реформи та ліквідації Білопільського району, село увійшло до складу новоутвореного Сумського району[3].